# Bagabigna
Bagabigna je bio perzijski plemić koji je živio sredinom 6. stoljeća pr. Kr. O njegovom životu malo je poznato, no značajan je po tome kako su njegovi potomci vladali kao satrapi (pokrajinski namjesnici) u službi Perzijskog Carstva sve do kraja ahemenidske dinastije, pa čak i kasnije. Bagabignov sin bio je Hidarn Stariji, jedan od sedmorice urotnika koji su 522. pr. Kr. svrgnuli magijskog uzurpatora Gaumatu, odnosno pomogli Dariju Velikom da dođe na prijestolje Perzijskog Carstva. Hidarn Stariji nagrađen je zbog svojih zasluga, pa su dvojica njegovih sinova postali satrapima. Hidarn Mlađi prema svemu sudeći naslijedio je oca na mjestu satrapa Medije, dok je Sisamno imenovan satrapom Arije. Obojica su sudjelovali prilikom Kserksove ekspedicije protiv Grčke (480. pr. Kr.), gdje je Hidarn Mlađi zapovijedao elitnom jedinicom Perzijskih besmrtnika, a Sisamno arijskim kontigentima. Tisafern, unuk Hidarna Mlađeg i lidijski satrap, godine 395. pr. Kr. pada u nemilost perzijskog vladara Artakserksa II. koji ga je dao pogubiti, zbog čega je narušen obiteljski ugled. Povjesničari Ktezije i Ksenofont spominju Hidarne koji su vladali kao satrapi Armenije odnosno Fenicije, dok se i posljednji armenski satrap Oront II. u Strabonovim djelima spominje kao potomak Hidarna Starijeg, odnosno samog Bagabigna kojeg se nerijetko naziva začetnikom „Orontidske dinastije“.

## Poveznice
- Hidarn Stariji
- Hidarn Mlađi
- Sisamno
- Oront II.

## Vanjske poveznice
- Bagabigna (Afn.org)
- Bagabigna (Ancestry.com)